# Операция в Панджшерском ущелье 1985 года
Операция в Панджшерском ущелье 1985 года Советских войск и Правительственных сил ДРА в июне-июле месяце под руководством заместителя командующего, начальника штаба 40-й Армией генерал-майора В. П. Дубынина. Операция стала ответом на разгром мобильными группами Панджшерского фронта под началом Ахмад Шах Масуда базы афганских правительственных войск в населённом пункте Руха. Боевые действия в Панджшерском ущелье 1985 года начались через неделю после данных событий.

История имела продолжение, когда после подрыва мятежниками казённого склада боеприпасов в гарнизоне бригады Царандой МВД ДРА у населённого пункта Пишгор (Киджоль) был пленён личный состав — 500 (пятьсот) военнослужащих, включая 126 офицеров, а командир бригады и приехавший с инспекцией заместитель начальника центрального корпуса Вооруженных сил ДРА генерал Ахмад Ад-Дин убиты при боестолкновении.

## Предшествующие события. Обстановка накануне
К лету 1985 года, обстановка в Афганистане была чрезвычайно сложной, боевые действия велись — одновременно в ряде провинций страны, непрерывно и интенсивно и достигли широкого размаха.

Разбитые, в том или ином районе, отряды мятежников, в кратчайшие сроки восстанавливали силы, реанимировали базы и пополняли резервы оружия, боеприпасов и продовольствия. Спустя полтора месяца, убывшим в пункты постоянной дислокации советским батальонам, приходилось вновь возвращаться на место проведения операции.

### Взятие Пишгор. Описание событий панджшерцами
В 50 километрах от входа в Панджшерское ущелье был расположен один из пяти гарнизонов Правительственных сил ДРА — батальон бригады «Коммандос» Министерства сил безопасности (МГБ), численностью 444 солдата и считался наиболее слабым. После года мелких стычек командование Панджшерского фронта решило взять его штурмом.

— Главными причинами выбора Пишгора в качестве объекта атаки, по мнению панджшерцев, были следующие:

1. Занятие Пишгора было необходимо для повышения морального духа муджахедов Панджшера и укрепления в них наступательного духа.

2. На севере страны были начаты шаги по объединению муджахедов. Для того чтобы этот процесс проходил более быстрыми темпами, было необходимо добиться впечатляющей победы, которая способствовала бы объединению муджахедов— Григорьев С.Е. «Панджшер в 1975-1990 годах глазами афганского историка» Автор: Григорьев 
Со слов панджшерцев операция по захвату Пишгора, состоящая из двух этапов, началась в середине июля 1985 года, после блокирования отрядами А. Ш. Масуда, базировавшимися в тот момент Шабе, дороги между Пишгором и Бахараком.

— На первом этапе панджшерцы овладели постами безопасности гарнизона, расположенных на высотах вокруг Пишгора.

На втором этапе операции, начался штурм, отряд разделился на две группы. Одна группа начала обстрел Пишгора из тяжелого оружия, расположенного на закрытых позициях, другая группа — численностью в 50 человек под командованием Сафиуллы-хана, просочилась на территорию базы. После полуторачасового боя её гарнизон сдался.

— В ходе боя 150 солдат и офицеров правительственных войск попали в плен. Пленниками панджшерцев стали также 11 членов делегации Кабульского Правительства, которые прибыли в Панджшер для изучения обстановки в долине. В ходе боя, панджшерцами был убит генерал Ахмад Ад-Дина —заместитель начальника центрального корпуса Вооруженных сил ДРА.

— Кабульское Правительство вступило с панджшерцами в переговоры. В обмен на освобождение членов правительственной делегации предлагалось освободить группу членов Панджшерского фронта, находившихся в казённых тюрьмах. Однако Советское командование было против этих инициатив, поскольку переговоры с мятежниками, расценивались ими как признание поражения.

— Трофеи, захваченные панджшерцами при взятии Пишгора, состояли из 400 автоматов АКМ, 10 миномётов, 4 артиллерийских орудий, 12 радиостанций, 6 автомобилей и значительного количества продовольствия и обмундирования. В ходе боя было подбито 4 танка.

### Описание событий Советской стороной
Назначенный в январе 1985 года, на должность начальника оперативной группы Минобороны СССР в Афганистане генерал армии В. И. Варенников, вспоминал о том, как в один из мартовских дней — командарм 40-й Армии генерал-лейтенант Л. Е. Генералов доложил и Главный Военный Советник генерал армии Г. И. Салмановым, сообщили о том, что отряды А. Ш. Масуда — в Панджшерском ущелье, окружили и уничтожают пехотную дивизию правительственных войск ДРА. Взяв с собой группу офицеров из руководства аппарата военных советников, В. И. Варенников — вылетел в Панджшер.

— После сбора в центре боевого управления Армии, данных по обстановке в Панджшере и установления связи с окруженной дивизией, был сделан доклад в Москву. По завершении консультаций с руководством Минобороны СССР, В. И. Варенников реализовал принятое решение в действия: 

массированными ударами авиации и артиллерии полностью подавить огневые точки выше и ниже по ущелью относительно окруженной дивизии; уничтожить цели, которые даны Главным военным советником; высадить вертолётами десант в составе усиленного батальона от 103-й воздушно-десантной дивизии, тем самым поднять моральный дух дивизии; ударом мотострелкового полка 108-й мотострелковой дивизии с юга по ущелью деблокировать афганскую дивизию и разгромить бандформирования мятежников, предпринявших действия по окружению— генерал-армии В.И. Варенников из книги «Неповторимое» часть.5
Действиями Советских войск, в том числе авиации, командовал — начальник оперативного отдела 40-й Армии полковник А.Зинкевич, поскольку «…заместитель командующего и начальник штаба Армии, в тот момент находились на значительном удалении от Кабула, командарму бросать командный пункт Армии было нельзя…»

— Уже через 30 минут начались массированные удары артиллерии, преимущественно частей 108-й мотострелковой дивизии, которая стояла при входе в Панджшер, и других по группировкам мятежников севернее и южнее окруженной дивизии, но и по высотам восточнее и западнее дивизии, где также господствовали отряды противника, вооружённые средствами ПВО типа ДШК и «ЭРЛИКОН». Данные средства уничтожались с целью обеспечить пролёт советских самолётов и вертолётов. Через 45 минут начались штурмовые действия авиации, которая базировалась на аэродроме Баграм, имеющей подлетное время от аэродрома до цели 7—10 минут. Эти действия продолжались 30 минут. Затем опять открыла огонь артиллерия, не «занимая» коридора пролёта воздушного десанта.

— Транспортные вертолёты с десантом приступили к его высадке, а боевые, барражируя в районе высадки, подавляли обнаруженные цели. Через два часа после принятия решения полк 108-й мотострелковой дивизии своими передовыми подразделениями завязал бои с отрядами А. Ш. Масуда на юге Панджшера и стал захватывать ближайшие высоты при входе в ущелье. Активные боевые действия начались утром, а во второй половине дня мотострелковый полк 108-й дивизии, прорвался и деблокировал части афганской дивизии.

В период с 1985 по 1989 годы в Афганистане было проведено несколько особо важных операций. На мой взгляд, они стали ключевыми, так как оказали решающее значение на принципиальное изменение военно-политической обстановки в ряде провинций и в стране в целом— генерал-армии В.И. Варенников из книги «Неповторимое»

## Планирование операции
Войсковая операция в ущелье Панджшер в июне-июле 1985 года была плановой. План операции был утверждён в Генеральном Штабе и министром обороны Маршалом Советского Союза С. Л. Соколовым за несколько недель до начала боевых действий. Командный пункт Армии было решено установить в Баграме.

— План и цели операции, сбор и обработка разведывательных данных — держались командованием 40-й Армией в строгом секрете. Учитывая, что все боевые действия Советских войск проводились совместно с правительственными войсками ДРА, обеспечивающая сведениями А. Ш. Масуда, широкая сеть осведомителей — в руководстве афганской армии народной милиции, в высших партийных органах и в правительстве страны, доносила их своевременно. Это накладывало на планирование операции особые требования. По этой причине, непосредственное планирование операции осуществлялось крайне узким кругом лиц.

— До последнего, вплоть до начала боевых действий, афганцев старались не посвящать — в цели, замысел, привлекаемые силы и средства и район проведения операции. Офицеры генерального штаба и министерства обороны ДРА, узнавали о предстоящих боевых действиях, как правило, за сутки до их начала, а то и за несколько часов.

Скрытие плана операции от афганских военных, отрицательно сказывалась на взаимодействии советских войск с афганскими подразделениями в ходе реализации, и тем не менее, по-другому действовать было нельзя. В случае, если замысел операции становился известен противнику, это приводило к большим жертвам среди советских военнослужащих.

## Последствия перемирия
Этапы перемирия А. Ш. Масуд использовал продуктивно. В районах: Обдара, Тавах, Чимальварде, Хисарак, Гуват и Параидех были построены новые огневые рубежи. К работам по восстановлению разрушенных укреплений привлекались местные жители. Основные позиции оборудовались средствами противовоздушной обороны, в том числе и зенитными горными установками (ЗГУ). По некоторым сведениям, значительную помощь мятежникам оказывали советники и военные специалисты из Франции, США, Китая, Пакистана.

— В период перемирия командованием 40-й Армии была отмечена резко возросшая боевая активность отрядов Масуда за пределами Панджшера. Нападениям подвергались колонны, следовавшие по автомагистрали Кабул — Хайратон в районе Северного и Южного Саланга, а также в провинции Баглан.

— Также в этот период, в Панджшере нашли убежище несколько формирований оппозиции, которые подвергались интенсивному огневому воздействию в других провинциях и районах примыкающих к Панджшеру.

## Ход операции
Боевые действия в Панджшере проходили согласно плану операции. Силами ВВС 40-й Армии наносились бомбово-штурмовые удары, в случае если этого оказывалось недостаточно, осуществлялись удары артиллерии. Внезапная высадка тактических воздушных десантов, позволила блокировать большую часть ущелья, разделив его на несколько секторов. Затем, мотострелковые подразделения приступили к их методичной зачистке. «Зелёные зоны» были плотно населены мирными жителями, этим активно пользовались мятежники. Они понимали — по населённым пунктам удары наносится не будут и использовали их как укрытие.

— Операция в Панджшерском ущелье началась 16 июня 1985 года. План операции предусматривал проведение отвлекающего манёвра в нижней части ущелья и примыкающей равнины для скрытия наступления в населённом пункте Пишгор. С аэродрома Баграм началась переброска тактического воздушного десанта Советских войск. Местом десантирования был выбран район кишлака Дехмикини.

— Исходя из полученных донесений, незадолго до драматических событий в гарнизоне закончился провиант, а завезти его туда вовремя не успели. Среди личного состава афганских военнослужащих начались волнения, которыми и воспользовались мятежники. Получив сигнал к действию мятежники атаковали гарнизон, не оказавший им никакого сопротивления, а уцелевших при обороне афганских военных, заключили в тюрьму. Весть о приближении советских войск, побудила мятежников жестоко расправиться с узниками.

— В ходе поисков, ниже по течению реки были обнаружены тела убитых узников тюрьмы с многочисленными огнестрельные и ножевыми ранениями. Советских военнопленных среди казнённых не было, основная часть погибших была из гарнизона Пишгор. По утверждению мятежников — большинство пленников погибли в результате бомбо-штурмовых ударов Советской авиации по сопровождающим пленных мятежникам, что в итоге не подтвердилось.

— Для вновь прибывшего в Афганистан командарма 40-й Армии генерала И. Н. Родионова — это стало первым опытом участия в реальных боевых действиях. По воспоминаниям И. Н. Родионова, после вспыхнувшего мятежа в Киджоле, афганский гарнизон был окружён, оказывающие сопротивление афганские военнослужащие, были расстреляны или повешены, часть пленена. Подмога со стороны афганских вооружённых сил не могла к ним пробиться, поскольку путь через Панджшерское ущелье был блокирован.

— В ущелье шли ожесточённые боевые действия. Ближайшей целью было подавление всех вражеских огневых точек мятежников, оборудованных на высотах, нависающих над дорогой, чтобы очистить себе проход к населённому пункту Киджоль. Огневые точки сбивали в том числе и танковым огнём — прямой наводкой. Осуществлялось это так: первый танк выходил вперёд, расстреливал боекомплект, затем его сменял второй танк, потом следующий.

Танки, которые возвращались с передовой, были, как ежи, утыканы стальными бронебойными сердечниками от крупнокалиберных пуль ДШК, прибывали с разбитыми прицелами, фарами. Всему, что находилось поверх брони, приходил конец— «Операция в Киджоле» командарм Игорь Родионов «Звёзды пронесённые сквозь ад».
— В районе операции находилось два моста через реку Панджшер, по ним можно было выйти на склоны горного хребта, но они были взорваны. На следующий день подразделения за исключением группы боевого управления, были переброшены вертолётами за реку Панджшер, к подножию и склону горы Дидак. Несмотря на сильный огонь мятежников, подразделения стали прорываться к кишлаку Дехмикини. Параллельно по хребту пробивались полковые разведчики. Мятежники были вынуждены отступить.

— Когда район у кишлака Дехмикини был полностью блокирован, тактический воздушный десант овладел им, а мятежники отступили к горе Мадабай. Разведчики остались удерживать Дехмикини. Другие подразделения приступили к зачистке ущелья, и наткнулись на пещеры, в которых были оборудованы база и склады. В перечень трофеев входило: несколько горных орудий, ДШК и другого вооружения. Об этом было доложено руководителю операции — начальнику штаба 40-й Армии генералу Дубынину В. П.., он в свою очередь приказал зачистить ущелье до его завершения. Так, в ходе зачистки на данном участке была обнаружена тюрьма. После доклада об этой находке, в район прилетел генерал Дубынин В. П., позже к нему присоединился и вновь прибывший в Афганистан, командующий 40-й Армией генерал Родионов И. Н.".
— В 4.30, не дождавшись выхода подразделений афганской армии на Киджоль и овладения им, генералом В.П Дубыниным был дан приказ на высадку тактического воздушного десанта общей численностью 700 военнослужащих, 237 из них из афганской Армии. В операции было задействовано 33 самолёта, 32 вертолёта, 26 артиллерийских установок.

— К 10.55 высадка была завершена, к 12.00 десант выполнил задачу. Афганцы овладели Киджолем, но к исходу дня мятежники их оттуда выбили, и они отошли назад.

Плохо воюют… День получился очень напряженный, полный нервотрепки. Боевые действия на контроле у командующего округом, Москвы, все звонят, требуют, мешают… 27.06.85 г. все требуют как можно быстрее захватить Киджоль, а мы уже девятый день не можем, хотя задействованы три полка, 40 самолётов, 50 вертолётов. Противника очень много. Район хорошо подготовлен в инженерном отношении: масса дотов, щелей, пещер, а из них выбить «духов» ничем невозможно. В 7.30 вылетел в Барак разобраться. Обстановка сложная. Роты лежат. Люди не смеют поднять головы, такой плотный огонь. Хотя авиация и артиллерия наносят десятки ударов с большим расходом боеприпасов— генерал Дубынин В.П. «Дневник Командарма»
Чтобы отвлечь силы Советских войск от Панджшера, А. Ш. Масуд дал команду наносить удары по коммуникациям, так в 11.30 мятежники начали обстрел двух колонн с боеприпасами в районе Саланга. Был пробит и вспыхнул трубопровод, от него огонь перекинулся на колонны. Сгорели два БТР, семь машин, 3 убитых, 15 раненых.

В 14.30 по тревоге был поднят 180 мотострелковый полк, в 15.30 он начал выдвижение из Кабула на Саланг для усиления охраны перевала и маршрута.

— 27.06.85 года генерал В. П. Дубынин принимает решение взять Киджоль ночью. К рассвету 28.06.85 Киджоль был взят, далее действия развивались в направлении ущелья Аушаба.

Однако к 10.00 по войскам был открыт ураганный огонь из десятков пещер. Понесли потери. Танки подвести не представлялось возможным, поскольку дорога была разрушена и заминирована. Обстановка становилась ещё более напряжённой.

С 30.06—11.07.85 года, эти дни, по воспоминаниям командарма В. П. Дубынина были очень тяжёлыми.

С трудом и большими потерями взяли Киджольский перекресток. Угробили при этом много бронетехники, а результат — нулевой. Какой страх у людей появляется при переезде через этот мост на перекрестке Киджоль! На Саланге «духи» сожгли колонну наливников — 64 машины и два наших БТР. Не успеваем принимать ответные меры, мало сил. А противник стремится нанести ощутимые уколы. 7 июля рядом с Баграмом мятежники сожгли 10 советских наливников, 15 КамАЗов вывели из строя. Вылетел туда на вертолёте. Моря огня. Хотел подсесть к колонне, но «духи» открыли огонь по вертолёту. В течение 10 дней пытались взять хотя бы 2-3 километра ущелья Аушаба… Сотни подготовленных к обороне пещер (есть пещеры с дверями и рельсами для передвижения крупнокалиберных пулемётных установок). Такие укрепления не возьмешь ни авиацией, ни артиллерией. Можно немного обрушить входы, однако все горы не развалишь. Пещеры находятся на разных высотах, многоярусно, а огневые средства там пристреляны по каждому квадратному метру— генерал Дубынин В.П. «Дневник Командарма»
Для блокирования основного ущелья Панджшер и второстепенных к нему: Ревад, Малис, захват баз мятежников — 12 июля в населённый пункт Барак с аэродрома Баграм началась переброска подразделений 345-го парашютно-десантного полка, которым командовал подполковник Василий Дериглазов. Местом десантирования был выбран район кишлака Дехмикини.

В этом районе два моста вели через реку Панджшер. Нужно было пройти по этим мостам и выйти на склоны горного хребта. Ночью десантниками была предпринята попытка продвинуться вперёд. Однако, столкнулись с тем, что мосты были взорваны. Тогда было принято решение — на следующий день, часть личного состава, вертолётами перебросить через реку к подножию и, на склоны горы Дидак. Переброшенные через реку подразделения столкнулись с плотным огнём противника, другие подразделения полка стали прорываться к кишлаку Дехмикини. Параллельно по хребту пробивались полковые разведчики. Не выдержав напора мятежники стали разбегаться. Район десантирования у кишлака Дехмикини был полностью блокирован, а вертолётчики получили возможность высадить остальных десантников.

— Мятежники отступили в направлении горы Мадабай. Разведрота полка осталась удерживать Дехмикини. Первый батальон был брошен прочёсывать ущелье. Спустя короткое время десантники натолкнулись на скальные пещеры, оборудованные под опорные пункты и склады. В них хранились горные орудия, крупнокалиберные пулемёты ДШК и другое вооружение. Подполковник Дериглазов сообщил о трофеях руководителю операции — начальнику штаба 40-й Армии генералу В. П. Дубинину. Тот в свою очередь приказал зачистить ущелье до его завершения. Активные боевые действия продолжались, лишь к концу следующего дня огонь прекратился.

— К 12 июля Панджшерское ущелье было полностью блокировано, базы мятежников были захвачены.

16.07.85 г. заместитель командующего 40-й армией генерал В. П. Дубынин в своём дневнике написал: 

"С КП-345 доложили, что захватили тюрьму и несколько складов с оружием и боеприпасами. Взял с собой помощника по разведке, секретаря парткома армии, фотографа. Приземлились — обстрела не было. Спустились в ущелье и пошли под прикрытием снайперов и разведчиков. Кишлак пустой, все брошено. Бродят овцы, козы, ишаки. Ущелье очень узкое, кругом отвесные скалы высотой до 3000 метров, внизу бурлит река. От тюрьмы осталось сильное впечатление. Новые постройки. Половина из них — в пещерах, это для обслуживающего персонала. А сама тюрьма — глубокие волчьи ямы с люками наверху. Внутри имеются три больших камеры, в которых могут разместиться до 40 человек. «Духи» содержали там 127 афганских военнопленных и 14 советских. В камерах на полу валялось тряпье, обувь и все буквально было залито кровью. Наверху были комнаты пыток с «инструментом» и одиночные камеры для узников. Расстреливали пленных на мостике через речку и в неё же их сбрасывали— Дневник командарма Дубынина В.П.
.
Генерал В. П. Дубынин вспоминал: «в реке нашли 120 трупов афганских солдат, а советских пленных увели на юг. Тела убитых зацепились за камни на протяжении 1,5 километров устья реки. Все погибшие были расстреляны и добиты ножами. Вначале я хотел было все это взорвать, но затем решил пригласить сюда теле и кинооператоров из Кабула — пусть заснимут и покажут варварство всему миру».

— 14 июля из Москвы прилетела съёмочная группа Государственного телевидения. Советских солдат спрятали за камни, перед камерой расставили солдат афганской армии и сняли для программы «Время». Журналистам интервью дал начальник медицинской службы 345-го парашютно-десантного полка.

При подробном обследовании тюрьмы, предстала образцово оборудованная территория, с террасами, с каждой из которых был вырублен вход в пещеру, соединённую с множеством зигзагообразных траншей и бункеров. Гранитный пол террас, был устелен коврами и ковровыми дорожками. Также были обнаружены камеры-ямы, накрытые деревянными решётками, а сверху присыпанные грунтом толщиной до 60 сантиметров. На полу всюду засохшие следы крови, в большей части на перекладинах и проволочных петлях для применения пыток. Двигаясь по следам крови, разведчики вышли на мост через реку Микини, который также был залит кровью. В тюрьме было обнаружено множество документов, писем, печатей, журнал учёта узников. В том списке насчитали 120 фамилий. По неофициальной информации, в тюрьме содержались также одиннадцать советских пленных, однако дальнейшего подтверждения, это не получило. В ходе поисков ниже по течению реки разведчики обнаружили тела убитых узников тюрьмы. На их телах были обнаружены многочисленные огнестрельные и ножевые раны. Погибшие все были афганцы, советских солдат среди погибших не было.

— Активные боевые действия стихли к концу следующего дня. Захваченные у мятежников территории были выстроены террасами. С каждой террасы имелся вход в вырубленную в скальной породе — пещеру, зигзагообразные траншеи и бункеры.

В ходе операции во второй половине июня 1985 года — 682-й мотострелковый полк (управление и два неполных батальона), выполнял боевую задачу, следуя на указанный рубеж. За ним шёл КП 108-й дивизии. На пути продвижения полка были обнаружены минные заграждения — фугасы, вёлся снайперский и плотный из пулемётов ДШК, огонь мятежников. Мотострелки стремились, как можно быстрее деблокировать гарнизон Царандоя ДРА (милиции) в кишлаке Пишгор. К середине дня советские подразделения овладели кишлаком Киджоль, но продвигаясь глубже по ущелью были остановлены перед мостом через реку Аушабу (правый приток реки Панджшер), грудой обрушенной взрывом скальной породы и непрекращающимся огнём с окружающих хребтов. Используя средства разграждения с тралом и сопровождающим танком Т-62 была предпринята попытка обойти завал на другом участке, однако и там были остановлены — разградитель взлетел на фугасе. Танк, ослеплённый огнём снайперов по прицелам и триплексам, с трудом, вслепую отошёл в укрытие. Огонь противника усиливался, к стрелковому огню и ДШК присоединились миномёты и ПТУРы

— В июльские дни операции, имел место эпизод, когда отряд обеспечения движения одного из полков 108-й дивизии подошёл к входу в ущелье (12 км севернее Руха), на волне советских радиостанций в эфир вышел неизвестный, назвавшийся «Костей бородатым». Он предупредил: нельзя двигаться дальше камня, установленного на обочине дороги, её заминировали, а он будет вести огонь по тем, кто попытается её разминировать… Приняв во внимание это предупреждение, вперёд выслали боевую машину разграждения (БМР). Но как только она миновала указанную отметку, горы потряс мощный взрыв — 30 тонный БМП отбросило метров на пятнадцать в сторону. Экипаж и командир роты погибли. В скальную породу был заложен мощный фугас. Следующие попытки преодолеть этот участок были встречены плотным огнём мятежников.

Прицельно — с поражением, велась стрельба из пулемёта ДШК по смотровым приборам бронемашин — БМП и танков, в итоге в кратчайший срок все они были разбиты. «Костя бородатый» ещё не раз выходил в эфир, с бахвальством заявляя: «Я же предупреждал, чтобы не лезли дальше камня».

Надо сказать, что советские солдаты воюют очень самоотверженно, смело, геройски. Если кто-то ранен, идут на смерть — лишь бы оказать помощь товарищу. При этом, очень плохо ведут боевые действия афганцы. Много попыток дезертирства, не хотят воевать, хитрят. Практически основная масса солидарна с душманами. За полгода призвали в армию 16 тысяч человек, а дезертировали более 14 тысяч. Сам постоянно нахожусь в Баграме, каждый день вылетаю на Саланг, в Панджшер, в войска— генерал Дубынин В.П. «Дневник Командарма»
На этапе передвижения войск, взрывом мины на КП получил осколочное ранение в плечо и руку командир 108-й мотострелковой дивизии генерал-майор Исаев, но, учитывая сложность обстановки, продолжал организовывать переход к обороне. Полк перешёл к обороне на невыгодном рубеже. Подразделения, прикрывающие левый фланг, были остановлены километрах в двух позади и с большими трудностями прогрызались по осыпям и валунам к оголенному флангу.
— Так впоследствии, об операции в Панджшерском ущелье в июле 1985 года вспоминал генерал-полковник С. А. Маев — заместитель командующего 40-й Армией по вооружению (на 1985—1987 полковник): «Это была моя первая операция — очень тяжёлая, одна из самых кровопролитных в истории Афганской войны».

На одном из участков Панджшер пересекает глубокое ущелье. Из пещеры одной из отвесных скал работал снайпер, бывший советский солдат, воюющий на стороне мятежников и простреливал весь крестообразный участок. с началом движения танков, снайпер стал бить по их смотровым приборам. Совершив за тридцать секунд до десятка выстрелов, он прятался в естественных складках скальной породы, всё время меня позиции. Танки теряли смотровую способность, и приходилось раз за разом вертолётами доставлять новые смотровые приборы.

Таким образом на данном участке движение техники было парализовано на несколько суток. На рассвете одного из дней, на данном перекрёстке было решено выставить танк-приманку, чтобы снайпер сам обнаружил себя и засечь, из какой пещеры он работает. Тем временем в стороне, на расстоянии прямого выстрела, замаскировали другой танк, который в определённый момент мог бы срезать снайпера прямой наводкой. Сложность реализации данного замысла заключалась в том, что ущелье было очень узким и найти позицию, с которой угол подъёма пушки танка позволил бы ударить по снайперу, было проблематично.

Танки, преодолев этот перекрёсток поддержали огнём мотострелков. Оборонительные позиции мятежников были хорошо оборудованы и мало-уязвимы, как с земли, так и с воздуха. Огневые точки были поражены ударами танков прямой наводкой

## Из Дневника командарма В. П. Дубынина
Ход событий операции из дневника командарма 40-й Армии:

— 12.06.85 года Получил приказ лететь в Баграм и руководить боевыми действиями.

— 19.06.85 года В 4.00 изучил обстановку. Афганцы ещё и не думали выходить на Киджоль, хотя должны были уже взять его.

В 4.30 принял решение на высадку десанта. В 6.00 начали высадку: задействовали 33 самолёта, 32 вертолёта, 26 арт.
 установок. К 10.55 высадку закончили: всего 700 человек, из них 237 афганцев. Обошлось удачно, без потерь.

К 12.00 десант выполнил задачу. Афганцы овладели Киджолем, но к исходу дня мятежники их оттуда выбили и они отошли назад. День получился очень напряженный, полный нервотрепки. Боевые действия на контроле у командующего ТуркВО, из Москвы звонят, требуют, мешают…

— 27.06.85 года Из Москвы поступают приказы быстрее овладеть Киджолем. Боевые действия продолжаются девятый день несмотря на то, что задействованы силы трёх полков, 40 самолётов, 50 вертолётов. Противник привлёк значительные силы. Район хорошо подготовлен в инженерном отношении: масса дотов, щелей, пещер, а из них выбить «духов» ничем невозможно.

В 7.30 вылетел в Барак разобраться. Обстановка сложная. Роты лежат. Люди не смеют поднять головы, такой плотный огонь.

Хотя авиация и артиллерия наносят десятки ударов с большим расходом боеприпасов. Чтобы отвлечь наши силы от Панджшера, Ахмад Шах дал команду наносить удары на коммуникациях, и в 11.30 мятежники начали обстрел двух колонн с боеприпасами в районе Саланга. Был пробит трубопровод — он загорелся, а огонь от него перекинулся на колонны. Сгорели два БТР, семь машин, 3 убитых, 15 раненых.

В 14.30 поднял по тревоге 180-й полк и в 15.30 он начал выдвижение из Кабула на Саланг для усиления охраны перевала и маршрута. Принимаем решение: взять Киджоль ночью.

— 28.06.85 года На рассвете взяли Киджоль, начали действовать в направлении ущелья Аушаба, но около 10.00 по нам был открыт ураганный огонь из десятков пещер. Понесли потери. Танки подвести не можем, так как дорога разрушена и заминирована. Очень нервный и напряжённый был день. Надо заканчивать эти боевые действия.

— С 30.06—11.07.85 года Вести дневник не было возможности: очень напряжённые и тяжёлые дни. С трудом и большими потерями взяли Киджольский перекресток. Угробили при этом много бронетехники, а результат нулевой. Какой страх у людей появляется при переезде через этот мост на перекрестке Киджоль….

На Саланге случилась неприятность: «духи» сожгли колонну наливников — 64 машины и два наших БТР. Не успеваем принимать ответные меры, мало сил. А противник стремится нанести ощутимые уколы.

— 7 июля возле Баграма сожгли 10 наших наливников, а 15 камазов вывели из строя. Вылетел туда на вертолёте. Моря огня. Хотел подсесть к колонне, но «духи» открыли огонь по вертолёту.

В течение 10 дней пытались взять хотя бы 2-3 километра ущелья Аушаба… Сотни подготовленных к обороне пещер (есть пещеры с дверями и рельсами для передвижения крупнокалиберных пулемётных установок). Такие укрепления не возьмешь ни авиацией, ни артиллерией. Можно немного обрушить входы, однако все горы не развалишь. Пещеры находятся на разных высотах, многоярусно, а огневые средства там пристреляны по каждому квадратному метру.

Давая оценку действиям афганской армии, генерал Дубынин В. П. отмечал:

Очень плохо ведут боевые действия афганцы. Много попыток дезертирства, не хотят воевать, хитрят. Практически основная масса солидарна с душманами. За полгода призвали в армию 16 тысяч человек, а дезертировали более 14 тысяч— генерал Дубынин В.П. «Дневник Командарма»
— 16.07.85 года С КП-345 доложили, что захватили тюрьму и несколько складов с оружием и боеприпасами. Взял с собой помощника по разведке, секретаря парткома армии, фотографа. Приземлились — обстрела не было. Спустились в ущелье и пошли под прикрытием снайперов и разведчиков. Кишлак пустой, все брошено. Бродят овцы, козы, ишаки. Ущелье очень узкое, кругом отвесные скалы высотой до 3000 метров, внизу бурлит река.

— 19.07.85 года — маршрут передвижений командующего операцией генерала Дубынин В. П. выглядел так: в 7.30 направился на участок действий 56-й гв. ОДШБр, оттуда на вертолёте перелетел на Саланг, затем в район задачи 201-й мотострелковой дивизии, откуда убыл в Баграм, а в 15.00 вылетел в Барак — для управления высадкой десантов.

Тюрьма представляла собой новую постройку. Половина помещений в пещерах — были предназначены для обслуживающего персонала. Сама тюрьма — это глубокие волчьи ямы с люками наверху. Внутри находились три больших камеры, в которых могли размещаться до 40 человек.

В них содержались 127 афганских военнопленных и 14 советских солдат. В камерах на полу была рваная одежда и обувь, кругом всё было залито кровью. Наверху были комнаты пыток с «инструментом» и одиночные камеры для узников.

Приближение советских войск, очевидно, побудило мятежников расправиться с узниками самым жестоким образом. Расстреливали пленных на мостике через речку и в неё же их сбрасывали. В реке нашли 120 трупов афганских солдат, а советских пленных увели на юг. Тела зацепились за камни на протяжении 1,5 километров реки. Все были расстреляны и добиты ножами.

Вначале я хотел было все это взорвать, но затем решил пригласить сюда теле и кинооператоров из Кабула — пусть заснимут и покажут варварство всему миру— генерал Дубынин В.П. «Дневник Командарма»

## Итоги операции
Особый успех операции заключался в том, что была исключена возможность ведения втягивания в продолжительные, ожесточённые бои, во избежание многочисленных человеческих жертв. Одновременно было захвачено большое количество оружия, боеприпасов и военного снаряжения — то, что мятежники в ходе стремительного начала операции не смогли вывезти из Панджшера. Значительных складов с оружием обнаружено не было, но был взят большой запас боеприпасов. Через несколько дней после начала боевых действий в Панджшере стало ясно, что А. Ш. Масуд тайными горными тропами сумел вывести свои вооружённые формирования. Операция июня-июля 1985 года в Панджшере против отрядов А. Ш. Масуда, исходя из критериев оценки результатов войсковых операций, в целом, была завершена успешно.

### В художественной литературе
- Ильяс Дауди. «Не парадным коридором» повесть военно-исторического романа-трилогии «В Круге Кундузском». — М.: ДеЛибри, 2021. — 302 с. — ISBN 978-5-4491-1164-7.

### Иностранная литература
- «Afghanistan at War: From the 18th-Century Durrani Dynasty to the 21st Century» Tom Lansford Издательство: ABC-CLIO ISBN 1-59884-759-7
- «Panjshir Campaigns (1980—1985)» Tom Lensford — «Плановые мероприятия в Панджшере» Том Лэнсфорд стр. 352—354 раздел
- «Soviets leveling Afghanistan’s Panjshir valley» By NEAL ROBBINS|May 1,1984
- «Where the Bear Met the Lion: Afghanistan 1978-92» Dr.Khalil R.Rahmany
- «War in Afghanistan» Mark Urban ISBN 978—0—312—04255—4